# Fonts de la Borda del Manel

Les Fonts de la Borda del Manel, respecte del terme d'Abella de la Conca

Les Fonts de la Borda del Manel és una font múltiple del terme municipal d'Abella de la Conca, al Pallars Jussà, a prop de l'antiga caseria de la Torre d'Eroles.
Estan situades a 1.105 m d'altitud, a llevant de la Torre d'Eroles, a l'esquerra del riu d'Abella, també a llevant de Casa Manel, al sector nord-oest del Bosc d'Abella.

## Etimologia
Es tracta d'un topònim romànic descriptiu: és la font més propera de Casa Manel, que aprofitava l'aigua d'aquesta surgència.